# Kari Laukkanen
Kari Laukkanen (Pielavesi, 14 december 1963) is een voormalig profvoetballer uit Finland, die speelde als doelman gedurende zijn carrière. Laukkanen speelde jarenlang clubvoetbal in Duitsland. Hij beëindigde zijn actieve loopbaan in 2000 bij de Finse club NJS Nurmijärvi, en stapte daarna het trainersvak in.

## Interlandcarrière
Laukkanen kwam in totaal 49 keer uit voor de nationale ploeg van Finland in de periode 1985–1997. Hij maakte zijn debuut onder leiding van bondscoach Martti Kuusela op 17 februari 1985 in de vriendschappelijke uitwedstrijd tegen Ecuador (3-1 nederlaag) in Ambato.